# Nachbarschaftswache

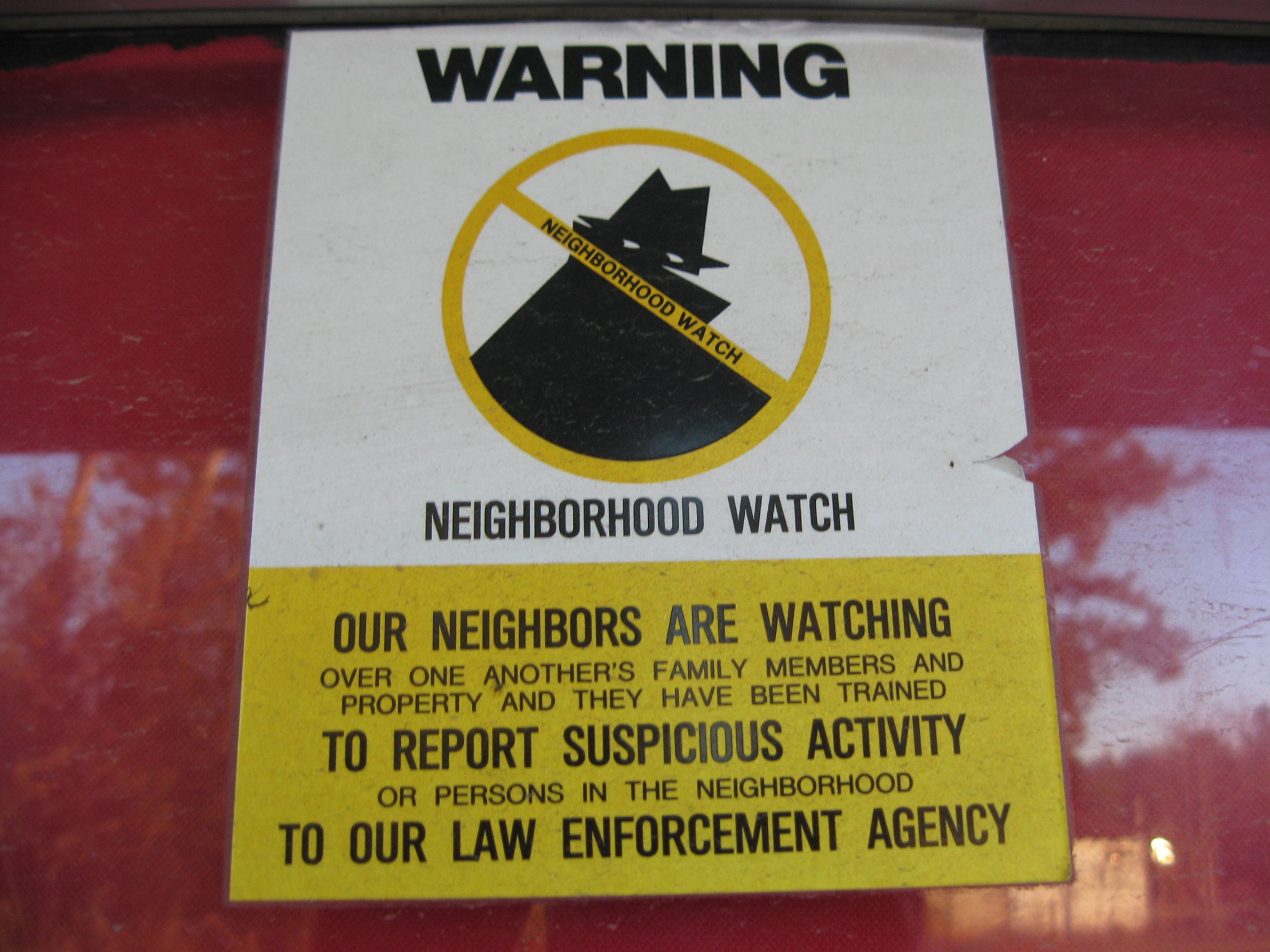
Ein auf eine Nachbarschaftswache hinweisendes Warnschild

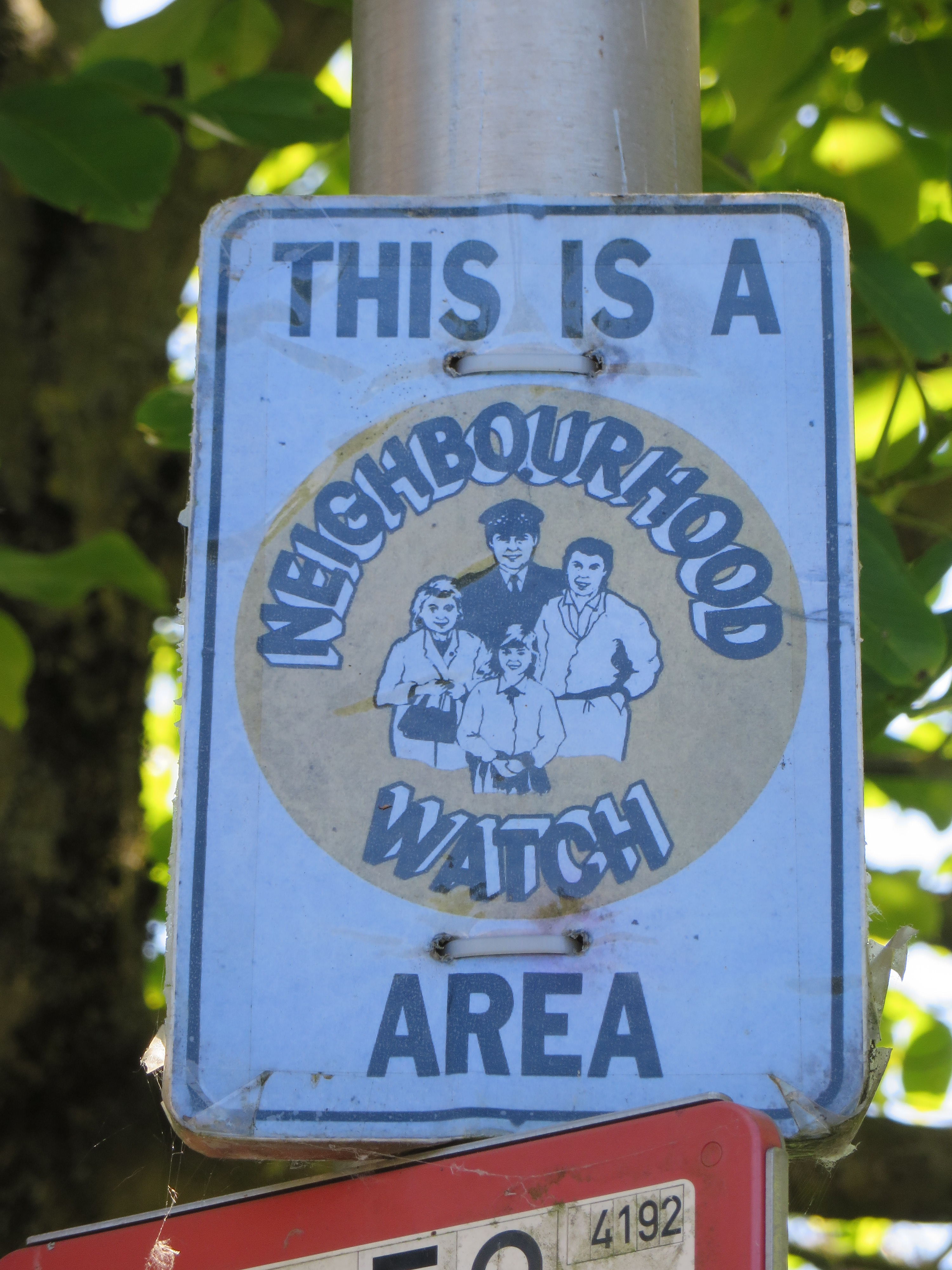
Englischsprachiges Nachbarschaftswachenschild

Eine Nachbarschaftswache ist eine privat organisierte Gruppe von Bürgern, die auf freiwilliger Basis in ihrer Nachbarschaft Vandalismus und sonstige Kriminalität zu verhindern sucht. Dabei betreibt sie ihrem Selbstverständnis nach keinen Vigilantismus: Ihre Mitglieder sollen bei verdächtigen Vorkommnissen nicht anstelle des Staates einschreiten, sondern die Behörden informieren. Die Mitglieder sind weder staatlich bestellt noch stehen ihnen Befugnisse zu, die über die Rechte jedes anderen Bürgers (zum Beispiel Notwehr) hinausgehen. Auch Waffen dürfen sie nur tragen, soweit dies in dem jeweiligen Land auch sonst zulässig ist.
Dieses Konzept ist nicht zu verwechseln mit dem deutschen Freiwilligen Polizeidienst bzw. der Sicherheitswacht (Bayern u. a.), der Teil der regulären Landespolizei oder zumindest ihr unterstellt ist.
Nachbarschaftswachen sind auch von den historischen, paramilitärischen Bürgerwehren abzugrenzen.

## Situation in verschiedenen Staaten

### Vereinigte Staaten
In den USA geht das Konzept auf die Kolonialzeit zurück. Damals wurden Bürger als Stadtwachen eingesetzt. Ab den 1960er Jahren entwickelte sich durch erste Gründungen das heutige System der Nachbarschaftswachen, nachdem Kitty Genovese vergewaltigt und ermordet worden war, ohne dass anwesende Zeugen eingeschritten wären. Die National Sheriffs’ Association trieb das Konzept ab den 1970er Jahren bundesweit voran. Im Jahr 1979 kam es zur Gründung der Guardian Angels in New York, welche sich auch in anderen Städten inner- und außerhalb des Landes verbreiteten.
Am 26. Februar 2012 wurde in Sanford, Florida der unbewaffnete Afroamerikaner Trayvon Martin von George Zimmermann, einem Mitglied einer Nachbarschaftswache, nach dessen Angaben in Notwehr erschossen, was in den USA zu bundesweiten Protesten gegen Rassendiskriminierung führte. Am 13. Juli 2013 wurde Zimmerman von einer sechsköpfigen Jury nach 16-stündiger Beratung bezüglich der Anschuldigung des Mordes mit bedingtem Vorsatz (second degree murder) für unschuldig (not guilty) erklärt und freigesprochen.
The New York Times berichtete im Juni 2012, dass Nachbarschaftswachen in New York City nach Jahrzehnten des Rückgangs wieder zunähmen.

### Deutschsprachiger Raum

#### Deutschland
In Deutschland sind (bewaffnete) Nachbarschaftswachen verboten, da ausschließlich der Staat zur Ausübung von Gewalt und Zwang berechtigt ist (Gewaltmonopol). Eine Ausnahme besteht in der Ausübung von Notwehr, also der Abwehr eines gegenwärtigen rechtswidrigen Angriffs gegen sich selbst oder andere, oder der Jedermann-Festnahme, bei der ein Straftäter bei beobachteter Tat oder bei Tatverdacht von Bürgern, auch unter Anwendung von Zwang und unmittelbar gebotener Gewalt, festgenommen werden darf. Über die Festnahme müssen Polizeibehörden unverzüglich unterrichtet werden, da die Festnahme sonst den Tatbestand der Freiheitsberaubung erfüllt.

##### Historisches
In Deutschland waren Nachbarschaftswachen als Blockwarte bis 1945 fester Bestandteil der NSDAP-Parteistruktur. Die sogenannten Blockleiter standen auf der untersten Ebene in der Hierarchie der Parteifunktionäre und mussten ihre „arische“ Abstammung bis ins 19. Jahrhundert nachgewiesen haben. Sie erfüllten offiziell verschiedene Funktionen der sozialen Kontrolle, der Überwachung und Denunziation, sowie der Vorbildwirkung im Sinne der NS-Ideologie, bis in die untersten Ebenen der Gesellschaft. In der Bevölkerung waren Blockwarte weithin unbeliebt.
Nach 1945 wurden in der DDR durch das Ministerium für Staatssicherheit inoffizielle Mitarbeiter rekrutiert, die aber nicht an Nachbarschaftsstrukturen organisiert waren. Inoffizielle Mitarbeiter überwachten nicht nur ihre Nachbarn, sondern auch Kollegen in Betrieben, Freunde und Verwandte.

##### Rechtsextreme Vorfälle
In den Bundesländern Sachsen, Brandenburg und Thüringen trat von 2012 bis 2013 das selbsternannte Deutsche Polizei Hilfswerk in Erscheinung. Mitglieder der der Reichsbürgerbewegung nahestehenden Gruppierung wurden für die ausgeübten Taten mehrfach, unter anderem wegen Freiheitsberaubung und Körperverletzung, verurteilt.

#### Österreich
In Österreich gibt es mit proNACHBAR eine von Karl Brunnbauer gegründete bundesweite Initiative. Der Verein hat sich zur Aufgabe gemacht, die Kommunikation zwischen den unmittelbaren Nachbarn und der Polizei zu verbessern. Die Aufmerksamkeit der Bürger gegenüber Eigentumsdelikten in ihrer unmittelbaren Nähe verringert messbar kriminelle Aktivitäten. Seit der Gründung 2007 zählt der Verein mehrere tausend Mitglieder. Regelmäßig werden die Mitglieder über neue Kriminalitätsformen sowie Präventions- und Verhaltensmaßnahmen informiert.
proNACHBAR beruht auf drei Säulen:
- Information – diese wird auf der Website von proNACHBAR angeboten, aktuelle Lagemeldungen kommen per Newsletter in das E-Mail-Postfach der Mitglieder.
- Prävention – Einbindung der Nachbarschaft steht im Mittelpunkt, ebenso eine möglichst enge Zusammenarbeit mit den Behörden, Vereinen oder privaten Initiativen, um aktive Vorsorge gegen Eigentumsdelikte treffen zu können.
- Kommunikation – grundlegender Kernpunkt, erforderlich für alle oben beschriebenen Aktivitäten und für die Zusammenarbeit mit Behörden oder Partnern. Als Mittel dienen Onlineformulare, die „Hotline“ des Vereines, E-Mail, die proNACHBAR-Koordinatoren oder einfach das nachbarschaftliche Gespräch über den Zaun.

Mit der Gründung der EUNWA (European Neighbourhood Watch Association) im Oktober 2014 in Wien wurde ein Meilenstein in der weltweiten Vernetzung von Vereinen zur „Verhinderung der Kriminalität“ geschaffen. Als Gründer und Präsident von proNACHBAR war es Karl Brunnbauer ein Anliegen, das Wissen und die Kommunikation international zu verbessern. Verschiedene Vereine mit ähnlicher Struktur (Nachbarschaftswachen) und Polizeiorganisationen aus 19 Ländern waren anwesend und haben das Gründungsdokument unterzeichnet.

### Namibia
In der namibischen Küstenstadt Swakopmund wurde Mitte 2012 die Swakopmund Neighbourhood Watch eingeführt. Seitdem ist die Kriminalität in Swakopmund um bis zu 80 Prozent zurückgegangen. Bisher haben sich etwa 300 Personen der Nachbarschaftswache angeschlossen. Diese patrouillieren jede Nacht sowie zur Hauptferienzeit im Dezember und Januar auch tagsüber in allen Stadtteilen mit Ausnahme von DRC, Mondesa und Tamariskia.
Seitdem wurden auch zahlreiche Nachbarschaftswachen in der Hauptstadt Windhoek, unter anderem in Avis gegründet. Diese sind stets bei der namibischen Polizei registriert, erhalten einen Polizeibeamten als direkten Ansprechpartner und die Mitglieder der Nachbarschaftswache entsprechende Ausweise und Hemden mit Logo. Mit Stand September 2015 gab es in Windhoek 24 Nachbarschaftswachen. Auch eine Registrierung bei der Stadtpolizei Windhoek ist alternativ möglich.

### Nordkorea
In Nordkorea wurde Ende der 1960er das System der Inminban eingeführt, welches dem System der Blockwarte im NS-Staat ähnlich ist.

### China
In China gibt es danwei (Arbeitseinheiten, entspricht den sozialistischen Brigaden) als Basiseinheit in der Parteiideologie der KPCh, deren enge Überwachung in Werkssiedlungen ermöglicht wird. Aber auch außerhalb davon werden Leistungen und Verhalten von Bürgern im dang'an, einer ständigen und geheimen Aufzeichnung, von Parteioffiziellen festgehalten und mit Hukou, dem patriarchal geführten Einwohnermeldesystem Chinas, kombiniert. Die Inhaber der Aufzeichnung sind meist nicht berechtigt, sie einzusehen; auch geändert werden können sie nur von Parteioffiziellen. Durch die jahrhundertealte Tradition des Guanxi, einem System der Günstlingswirtschaft, welchem der Konfuzianismus gegenüber staatlichen Institutionen den Vorzug gibt, wird einer zentralen Kontrolle durch die Partei mit persönlichen Beziehungen entgegengewirkt, die von Korruption nur schwer zu unterscheiden sind – ein Hindernis, auf das Antikorruptionskampagnen (politische Säuberungen) in China immer wieder stoßen. Guanxi, die persönlich gefärbten Beziehungen gegenseitiger Begünstigung oder Rivalität, hatte auch Auswirkungen auf die Genauigkeit der Einträge im zentralstaatlichen dang'an. Durch die Einführung rechtsstaatlicher Reformen in China wird angenommen, dass Guanxi an Bedeutung verliert und die zentralstaatliche Kontrolle chinesischer Bürger weiter gefestigt wird.